# Огасавара, Мицуо
Мицуо Огасавара (яп. 小笠原 満男 Огасавара Мицуо, род. 5 апреля 1979, Мориока) — японский футболист, полузащитник.

## Карьера
На протяжении своей футбольной карьеры выступал за клубы «Касима Антлерс», «Мессина».

## Национальная сборная
С 2002 по 2010 год сыграл за национальную сборную Японии 53 матча, в которых забил 7 голов.

## Статистика за сборную
| Сборная Японии | Сборная Японии | Сборная Японии |
| Год            | Матчи          | Голы           |
| -------------- | -------------- | -------------- |
| 2002           | 8              | 0              |
| 2003           | 8              | 0              |
| 2004           | 12             | 2              |
| 2005           | 15             | 4              |
| 2006           | 10             | 1              |
| 2007           | 0              | 0              |
| 2008           | 0              | 0              |
| 2009           | 0              | 0              |
| 2010           | 2              | 0              |
| Итого          | 53             | 7              |

## Достижения
Командные
- Победитель Лиги чемпионов АФК: 2019
- Чемпион Японии (7): 1998, 2000, 2001, 2007, 2008, 2009, 2016
- Обладатель Кубка Императора (4): 2000, 2007, 2010, 2016
- Обладатель Кубка Джей-лиги (5): 2000, 2002, 2011, 2012, 2015
- Обладатель Суперкубка Японии (4): 1999, 2009, 2010, 2017

Сборная
- Обладатель Кубка Азии: 2004

Индивидуальные
- Самый ценный футболист Джей-лиги: 2009
- Включён в сборную Джей-лиги: 2001, 2002, 2003, 2004, 2005, 2009